# Fresnoy-le-Grand

Fresnoy-le-Grand este o comună în departamentul Aisne din nordul Franței. În 1 ianuarie 2022 avea o populație de 2.915 de locuitori.